# Hawajka kraterowa
Hawajka kraterowa (Chloridops kona) – gatunek małego ptaka z rodziny łuszczakowatych (Fringillidae). Endemit wyspy Hawaiʻi. Wymarły; ostatni okaz odłowiono w 1892.

## Taksonomia
Po raz pierwszy gatunek opisał Scott Barchard Wilson na łamach „Proceedings of the Zoological Society of London” w 1888, opisując przy okazji rodzaj Chloridops. Nowemu gatunkowi nadał nazwę Chloridops kona, podtrzymywaną obecnie (2025) przez Międzynarodowy Komitet Ornitologiczny. Holotypem była samica odłowiona 21 czerwca 1887, na wysokości około 1500 m n.p.m. (5000 stóp) w dystrykcie Kona na wyspie Hawaiʻi. Najprawdopodobniej rdzenni Hawajczycy nie mieli specjalnej nazwy dla hawajek kraterowych.

## Morfologia
Długość ciała wynosiła około 16,5–19 cm. Nie występował dymorfizm płciowy w upierzeniu. Hawajki kraterowe wyróżniały się szczególnie dużym dziobem. Walter Rothschild odnotował, że żuchwa i górna szczęka nie stykały się dokładnie, pozostawiając szczelinę u nasady dzioba. Upierzenie było w większości jaskrawe, oliwkowozielone, jaśniejsze w okolicach kloaki, a intensywniej oliwkowe na pokrywach podogonowych. Kantarek popielaty. Lotki ciemnopopielate, na chorągiewce wewnętrznej jaśniejące ku nasadzie. Pokrywy podskrzydłowe brązowopłowe z oliwkowym nalotem. Tęczówka ciemnobrązowa. Dziób szary.

## Zasięg, ekologia
Hawajka kraterowa była endemitem wyspy Hawaiʻi. Już w momencie odkrycia były to ptaki rzadkie; ich cały zasięg występowania obejmował blisko 4 mile kwadratowe (czyli około 10,5 km²). Przebywały głównie na obszarach zastygłej lawy, okazjonalnie zapuszczając się w bardziej otwarte obszary lasów. Kilku informacji na temat zachowania hawajek kraterowych dostarczył Robert Cyril Layton Perkins. Hawajki te prowadziły samotniczy tryb życia, poruszały się powoli. Żywiły się nasionami Santalum i Myoporum sandwicense, roślin rosnących w miejscach, gdzie niegdyś zastygła lawa. Według Perkinsa odgłos rozkruszania twardych łupinek nasion wspomnianych roślin był słyszalny z daleka. Henry Palmer obserwował hawajki kraterowe na wysokościach około 1000–1600 m n.p.m. (3500–5500 stóp).

## Status
IUCN uznaje hawajkę kraterową za gatunek wymarły (EX, Extinct). Ostatni okaz odłowił w 1892 Perkins. Przyczyny wymarcia są niejasne; najprawdopodobniej przyczyniły się do niego wprowadzone na wyspy ssaki, niszczenie środowiska i ptasia malaria.